# Kapronczay József
Kapronczay József (Pécs, 1934. július 4. – 2015. április 4.) tanár, országgyűlési képviselő.

## Élete
A Nagy Lajos Gimnáziumban érettségizett 1952-ben, majd a Pécsi Pedagógiai Főiskolán szerzett  biológia-földrajz szakos tanári diplomát 1956-ban. 1963-ban doktorált.
Először a szigetvári Rákóczi utcai általános iskola, majd 1960-tól a Zrínyi Miklós Gimnázium tanára, 1976-tól igazgatóhelyettese. 1965 és 1968 között az MTA Dunántúli Tudományos Intézet kutatója. 1972–1976 között középiskolai megyei szakfelügyelő. A helyi MDF első elnöke, országgyűlési képviselő (1990–1994).

## Szakmai szervezeti tagságai
- Magyar Földrajzi Társaság, választmányi tag (1982)

## Elismerései
- Oktatásügy Kiváló Dolgozója (1977)
- Szocialista Kultúráért (1981)
- Kiváló Pedagógus (1985)
- Szigetvár Díszpolgára (1995)